# سام غيليسبي

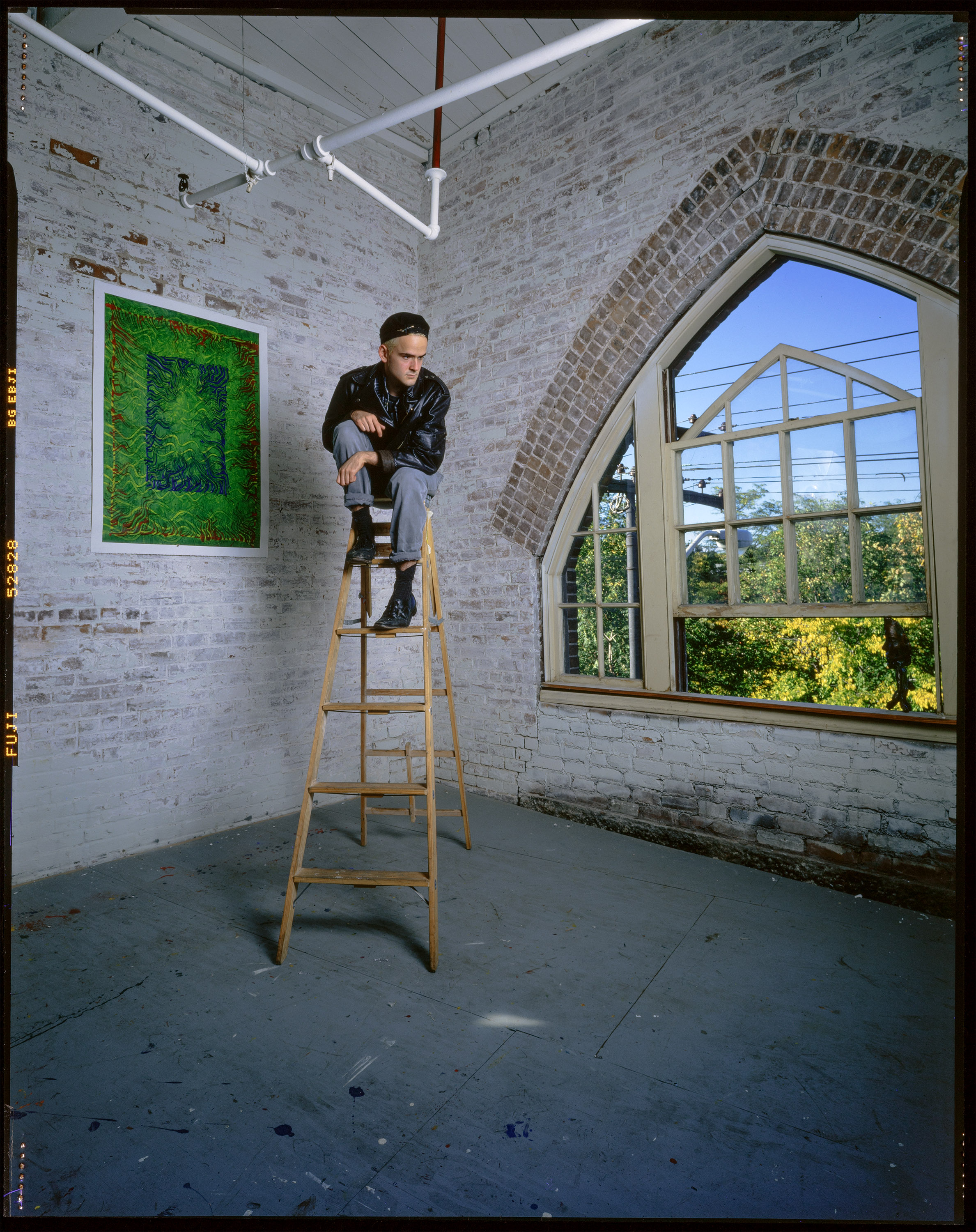
صورة لسام حوالي عام 1989

سام غيليسبي (بالإنجليزية: Sam Gillespie) هو فيلسوف أسترالي، ولد في 1 سبتمبر 1970، وتوفي في 8 أغسطس 2003.